# Obrona Calais (1940)
Obrona Calais, oblężenie Calais, pierwsza bitwa o Calais – bitwa o portowe miasto Calais w północnej Francji stoczona podczas kampanii francuskiej w toku II wojny światowej w dniach 22–26 maja 1940 roku. Oblężenie odbyło się w tym samym czasie co obrona Boulogne, innego francuskiego portu, tuż przed operacją Dynamo, ewakuacją Brytyjskich Sił Ekspedycyjnych (BEF) przez Dunkierkę.
Po francusko-brytyjskim kontrataku w bitwie pod Arras (21 maja) oddziały niemieckie zostały wstrzymane, aby były gotowe do przeciwstawienia się kolejnym kontratakom 22 maja, pomimo protestów gen. Heinza Guderiana, dowódcy XIX Korpusu Armijnego, który chciał ruszyć na północ wzdłuż wybrzeża kanału La Manche, aby zająć Boulogne, Calais i Dunkierkę. Atak elementów XIX Korpusu Armijnego został zatwierdzony dopiero o godzinie 00:40 w nocy z 21 na 22 maja. Do czasu, gdy niemiecka 10 Dywizja Pancerna była gotowa do ataku na Calais, brytyjska 30 Brygada Piechoty i 3 Królewski Pułk Czołgów wzmocniły francuskie i brytyjskie oddziały w porcie. 22 maja wojska brytyjskie utworzyły blokady drogowe poza obrębem miasta, a francuska straż tylna stoczyła potyczkę z niemieckimi jednostkami pancernymi, wycofując się do Calais. Brytyjskim czołgom i piechocie rozkazano odejść na południe, aby wzmocnić obronę Boulogne, ale było na to już za późno. Następnie nadszedł rozkaz eskortowania konwoju z żywnością do Dunkierki, lecz okazało się, że droga została zablokowana przez wojska niemieckie. 23 maja Brytyjczycy zaczęli wycofywać się wewnątrz starego miasta w Calais (zbudowanego w latach 70. XVII wieku), a 24 maja rozpoczęło się regularne oblężenie. Ataki 10 Dywizji Pancernej były kosztowne i wieczorem Niemcy poinformowali, że około połowa ich czołgów została obezwładniona, a straty wśród piechoty (zabici i ranni) sięgają jednej trzeciej. Niemieckie ataki były wspierane przez Luftwaffe, zaś alianckich obrońców wspierała ich flota wojenna dostarczająca zaopatrzenie, ewakuująca rannych i ostrzeliwująca niemieckie cele wokół portu.
W nocy z 24 na 25 maja obrońcy zostali zmuszeni do wycofania się z południowych murów obronnych na linię obejmującą stare miasto i cytadelę; ataki na tę krótszą linię obrony następnego dnia zostały odparte. Niemcy kilkakrotnie próbowali nakłonić garnizon do poddania się, ale z Londynu nadchodziły rozkazy utrzymania się, ponieważ ewakuacji zabronił francuski dowódca północnych portów. Więcej niemieckich ataków w godzinach porannych 26 maja zakończyło się niepowodzeniem, a niemiecki dowódca otrzymał ultimatum, że jeśli Calais nie zostanie zdobyte do godziny 14:00, napastnicy zostaną wycofani, a miasto zrównane z ziemią przez Luftwaffe. Obrona anglo-francuska zaczęła się załamywać wczesnym popołudniem, a o godzinie 16:00, po kapitulacji francuskiego dowódcy Raymonda Le Telliera został wydany rozkaz „każdy za sobie”, co oznaczało zgodę na indywidualne poddawanie się wrogowi. Następnego dnia mały okręt wojenny wpłynął do portu i zabrał około 400 ludzi, podczas gdy samoloty Royal Air Force i Fleet Air Arm zrzucały zapasy i atakowały niemieckie stanowiska artyleryjskie.
W 1949 roku Winston Churchill napisał, że obrona Calais opóźniła niemiecki atak na Dunkierkę, pomagając uratować 300 000 żołnierzy BEF, czemu zaprzeczył Guderian w 1951 roku. W 1966 roku Lionel Ellis, oficjalny historyk brytyjski, napisał, że trzy dywizje pancerne zostały zwrócone w innym kierunku przez obronę Boulogne i Calais, dając aliantom czas na przesunięcie wojsk w celu zamknięcia luki w liniach obronnych na zachód od Dunkierki. W 2006 roku Karl-Heinz Frieser stwierdził, że rozkaz zatrzymania się wydany dowódcom jednostek niemieckich z powodu anglo-francuskiego kontrataku w bitwie pod Arras miał większy skutek na przebieg działań wojennych niż oblężenie. Adolf Hitler i wyżsi niemieccy dowódcy wpadli w panikę z powodu obaw przed atakami z flanki, kiedy prawdziwym niebezpieczeństwem było wycofanie się aliantów na wybrzeże, zanim mogli zostać odcięci. Posiłki wysłane z Wielkiej Brytanii do Boulogne i Calais przybyły na czas, aby uprzedzić Niemców i powstrzymać ich, gdy ruszyli ponownie 22 maja.

## Tło sytuacyjne

### Calais

Topografia terenu na południe od Calais

Termin porty nad kanałem La Manche odnosi się do miast Calais, Boulogne i Dunkierki (a czasami także Ostendy w Belgii). Porty te znajdują się najbliżej Cap Gris-Nez, najkrótszej przeprawy z kontynentu do Anglii i są najbardziej popularne dla ruchu pasażerskiego w tym regionie. Calais zostało zbudowane na niskim terenie z wydmami po obu stronach i otoczone fortyfikacjami. Na starym mieście znajduje się cytadela otoczona fosą; jeszcze w 1940 roku po wschodniej stronie fosa wciąż miała w sobie wodę, lecz w pozostałych miejscach wyschła i stała się zwykłym rowem. Miasto otaczała enceinte, fortyfikacja obronna, która pierwotnie składała się z dwunastu bastionów połączonych murem kurtynowym, o obwodzie 13 km, zbudowana przez Sébastiena Le Prestre Vaubana w latach 1667-1707.
W wielu miejscach nad enceinte górowały podmiejskie budynki zbudowane w XIX wieku. Dwa z południowych bastionów i łączący je mur zostały zburzone, aby zrobić miejsce dla nowo powstających linii kolejowych, prowadzących do bocznic kolejowych i nabrzeży Gare Maritime w porcie. Około 1,6 km na zachód od enceinte znajdował się Fort Nieulay. Dwa inne forty na południu i wschodzie zostały opuszczone lub samoistnie rozpadły się. Poza miastem niski teren od wschodu i południa poprzecinany jest rowami, które ograniczają dostęp od lądu do okolicznych dróg, wznoszących się ponad ogólny poziom terenu. Na zachodzie i południowym zachodzie znajduje się wyżej położony teren pomiędzy Calais i Boulogne, z którego widać całe Calais.

### Brytyjskie Siły Ekspedycyjne
Kiedy planowano rozmieszczenie Brytyjskich Sił Ekspedycyjnych we Francji, brytyjski Imperialny Sztab Generalny czerpał bogato z doświadczeń z I wojny światowej. Brytyjczycy wykorzystywali wtedy porty nad kanałem La Manche jako punkty odbioru zaopatrzenia, mimo że znajdowały się one zaledwie 32 km od linii frontu. Gdyby niemieckiej ofensywie wiosennej z 1918 roku udało się przełamać front i zająć lub nawet zagrozić zajęciem portów, Brytyjski Korpus Ekspedycyjny znalazłby się w rozpaczliwej sytuacji. Podczas dziwnej wojny (3 września 1939 – 10 maja 1940) BEF był zaopatrywany przede wszystkim przez porty położone dalej na zachód, takie jak Hawr i Cherbourg, lecz i porty nad kanałem La Manche weszły do użytku, gdy pod koniec 1939 roku na kanale rozmieszczono zapory minowe, aby zmniejszyć ryzyko niemieckich ataków i konieczności eskortowania każdego konwoju z Anglii. Kiedy w grudniu rozpoczęły się rotacyjne urlopy żołnierzy BEF, Calais służyło do komunikacji i przemieszczania się wojsk pomiędzy Francją, a Wyspami Brytyjskimi.

### Kampania francuska
10 maja 1940 r. Niemcy rozpoczęli Fall Gelb, ofensywę przeciwko Francji, Belgii i Holandii. W ciągu kilku dni Grupa Armii A gen. płk. Gerda von Rundstedta przedarła się przez pozycje francuskiej 9 Armii gen. André Corapa na środkowym odcinku frontu w pobliżu Sedanu i ruszyła na zachód w dół doliny rzeki Sommy, prowadzona przez Panzergruppe von Kleist operujące w ramach XIX Korpusu Armijnego gen. por. Heinza Guderiana i XLI Korpusu Armijnego gen. por. Georga-Hansa Reinhardta. 20 maja Niemcy zajęli Abbeville u ujścia rzeki Sommy, odcinając wojska alianckie w północnej Francji i Belgii. Bitwa pod Arras, francusko-brytyjski kontratak w dniu 21 maja, skłonił Niemców do kontynuowania ataku na północ w kierunku portów nad kanałem La Manche, zamiast posuwania się na południe wzdłuż Sommy. Obawa przed kolejnym francusko-brytyjskim kontratakiem doprowadziła także do wydania „rozkazu zatrzymania się” przez niemieckich wyższych dowódców 21 maja. Sąsiedni XV Korpus Armijny gen. Hermanna Hotha został zatrzymany w odwodzie, a jedną dywizję XLI Korpusu przesunięto na wschód, gdy korpus znajdował się zaledwie 50 km od Dunkierki.

## Preludium

Mapa Côte d'Opale

### Niemieckie przygotowania ofensywne
W późnych godzinach 21 maja Oberkommando des Heeres uchyliło „rozkaz zatrzymania się”; Panzergruppe von Kleist miało wznowić natarcie i ruszyć około 80 km na północ, aby zająć Boulogne i Calais. Następnego dnia Guderian wydał rozkaz 2 Dywizji Pancernej gen. por. Rudolfa Veiela, aby ta przeszła do Boulogne na linii z Baincthun do Samer, z 1 Dywizją Pancerną gen. por. Friedricha Kirchnera jako osłoną prawej flanki, zbliżając się do Desvres i Marquise w przypadku kontrataku z Calais; 1 Dywizja Pancerna dotarła w okolice portu późnym popołudniem. 10 Dywizja Pancerna gen. por. Ferdinanda Schaala została odłączona od atakujących sił, aby zabezpieczyć się przed możliwym kontratakiem z południa. Elementy 1 i 2 Dywizji Pancernej również zostały zatrzymane w celu obrony przyczółków na południowym brzegu Sommy.

### Alianckie przygotowania obronne
Calais było kilkakrotnie bombardowane przez bombowce Luftwaffe, co spowodowało zakłócenia w ruchach wojsk, ogólne zamieszanie i korki, a uchodźcy udający się do Calais spotykali swoich rodaków uciekających z miasta w przeciwnym kierunku. Jednostki armii francuskiej w Calais były dowodzone przez mjr. Raymonda Le Telliera, a najbardziej wysunięte na północ bastiony i fortyfikacje zostały obsadzone przez rezerwistów francuskiej marynarki wojennej i naprędce przeszkolonych ochotników pod dowództwem kpt. marynarki Charlesa de Lambertye'a. Do miasta przybyli również maruderzy, w tym cała kompania karabinów maszynowych, która zgubiła swoją jednostkę. 19 maja gen. por. Douglas Brownrigg, generał adiutant BEF, wyznaczył płk. Ruperta Hollanda do dowodzenia wojskami brytyjskimi w Calais i do zorganizowania ewakuacji personelu nieuzbrojonego oraz rannych. Kontyngent brytyjski w mieście składał się z plutonu ze składu Pułku Argyll & Sutherland Highlanders, który pilnował głównej radiostacji, 2 Pułku Przeciwlotniczego Artylerii Królewskiej, 58 Lekkiego Pułku Przeciwlotniczego Artylerii Królewskiej i 1 Pułku Szperaczy Artylerii Królewskiej.
Kiedy Niemcy zajęli Abbeville 20 maja, War Offce w Londynie nakazało wysłanie dodatkowych żołnierzy do portów nad kanałem La Manche jako środka ostrożności. 20 Brygada Gwardii została wysłana do Boulogne, zaś 3 Królewski Pułk Czołgów ppłk. R. Kellera, 1. batalion Pułku Queen Victoria's Rifles ppłk. J.A.M. Ellisona-Macartneya, 229. baterię przeciwpancerną Artylerii Królewskiej i nową 30 Brygadę Motorową bryg. Claude'a Nicholsona skierowano do Calais. Większość jednostek wysłanych do tego miasta była nieprzygotowana do działań bojowych. 3 Królewski Pułk Czołgów stanowił część 1 Ciężkiej Brygady Pancernej bryg. Johna Crockera i miał właśnie wyruszyć do Cherbourga, aby dołączyć do brytyjskiej 1 Dywizji Pancernej, która zbierała się w Pacy-sur-Eure w Normandii. Batalion z Pułku Queen Victoria's Rifles był batalionem motocyklowym Armii Terytorialnej, nominalnie kawalerią dywizji 56 Londyńskiej Dywizji Piechoty. Na krótko zostali przydzieleni do 30 Brygady Motorowej w kwietniu, ale potem wrócili do 56 Dywizji, pozbawieni dwudziestu dwóch samochodów zwiadowczych. 30 Brygada Motorowa została utworzona 24 kwietnia 1940 r. z dawnej 1 Grupy Wsparcia dla udziału w kampanii norweskiej. Po anulowaniu pierwotnych rozkazów brygada została jednak wysłana do wschodniej Anglii, aby stawić czoła rzekomemu zagrożeniu niemiecką inwazją. Głównym trzonem brygady był 1. batalion Brygady Strzelców pod dowództwem ppłk. Chandosa Hoskynsa i 2. batalion King's Royal Rifle Corps pod komendą ppłk. Euana Millera; były obie dobrze wyszkolone jednostki, każda w sile około 750 ludzi.
Pod koniec dnia 21 maja Pułk Queen Victoria's Rifles otrzymał polecenie udania się pociągiem do Dover, aby stamtąd wyruszyć do Francji. Wszystkie zespoły motocyklowe i inne pojazdy miały pozostać w tyle. Po chaotycznej podróży zdano sobie sprawę, że sztab się pomylił i że na pokładzie TSS Canterbury było miejsce na motocykle, lecz te i tak nie dotarły na miejsce, zanim statek odpłynął. Ppłk Keller w nocy z 21 na 22 maja w Fordingbridge otrzymał rozkaz, aby przesunąć 3 Królewski Pułk Czołgów do Southampton, lecz podczas podróży pociąg osobowy z piechotą został skierowany do Dover, podczas gdy pojazdy kontynuowały podróż do Southampton zgodnie z planem. Keller został poinstruowany w Dover, aby udał się do Calais i otrzymał zapieczętowane rozkazy dla brytyjskiego dowódcy portu. Statki przewożące personel 3 Królewskiego Pułku Czołgów oraz Pułku Queen Victoria's Rifles opuściły Dover o godzinie 11:00. Dopłynęły do Calais około godziny 13:00, pod warstwą dymu z płonących budynków w mieście. Pułk Queen Victoria's Rifles wylądował bez swoich motocykli, środków transportu oraz 3-calowych moździerzy i miał tylko pociski dymne dla moździerzy 2-calowych. Wielu żołnierzy było uzbrojonych jedynie w rewolwery i musieli oni szukać karabinów, które zostały porzucone na nabrzeżu przez personel pośpiesznie ewakuujący się do Anglii. 229. bateria przeciwpancerna Artylerii Królewskiej również przybyła na brzeg, ale w pośpiechu cztery z dwunastu jej dział przeciwpancernych pozostały w tyle.
Czekając na przybycie swoich pojazdów, żołnierze 3 Królewskiego Pułku Czołgów otrzymali rozkaz rozproszyć się na wydmach i wkrótce potem zostali po raz pierwszy ostrzelani przez Niemców. Keller spotkał się z Hollandem, który kazał mu przyjąć rozkazy z kwatery głównej BEF-u, lecz o 17:00 Brownrigg przybył do Calais i nakazał Kellerowi przesunąć 3 Królewski Pułk Czołgów na południowy zachód, gdy tylko zostanie rozładowany, aby dołączył do 20 Brygady Gwardii w Boulogne. Po odejściu Brownrigga, mjr Ken Bailey przybył z kwatery głównej z rozkazami, aby 3 Królewski Pułk Czołgów przeniósł się do Saint-Omer i Hazebrouck, 47 km na wschód od Boulogne i tam nawiązał kontakt z kwaterą główną. Brownrigg udał się do Dover, nieświadomy, że jego rozkazy w Calais zostały zastąpione innymi. Spotkał Nicholsona i poinstruował go, aby opuścił Boulogne'a z 30 Brygadą Piechoty i 3 Królewskim Pułkiem Czołgów.
Okręt z 3 Królewskim Pułkiem Czołgów przybył z Southampton o 16:00, ale rozładunek przebiegał bardzo powoli z tej przyczyny, że 32 000 l benzyny załadowanych na pokład musiały zostało przeniesione wyłącznie przy użyciu żurawi na statku, ponieważ awarii uległo zasilanie dźwigów w dokach. Przerwa w dostawie prądu i strajk załogi statku przez 4,5 godziny w nocy z 22 na 23 maja dodatkowo powiększyły opóźnienia i kapitan statku zamierzał już opuścić port bez czekania na rozładunek, dopóki nie wycelował w niego z bron osobistej oficer 3 Królewskiego Pułku Czołgów. Portowcy byli wyczerpani, pracowali przez wiele godzin bez przerwy przy rozładowywaniu racji żywnościowych dla BEF i dopiero następnego dnia rano pojazdy zostały rozładowane oraz zatankowane. Czołgi pościgowe zostały załadowane jako pierwsze, dlatego należało je rozładować jako ostatnie. Większe opóźnienie spowodowało pokrywanie dział czołgami środkiem konserwującym i pojedyncze ładowanie na okręt. Działa musiały ponadto zostać wyczyszczone przed ponownym zamontowaniem.

## Bitwa

### 22 maja
3 Królewski Pułki Czołgów zmontował swoje 21 czołgów lekkich Mk VI i 27 czołgów pościgowych w Coquelles na drodze Calais–Boulogne, zgodnie z rozkazami otrzymanymi od Brownrigga, a drogą do Saint-Omer został wysłany patrol lekkich czołgów, jak nakazywały rozkazy z kwatery głównej BEF dostarczone za pośrednictwem Baileya. Patrol zastał miasto puste, zbombardowane i rozświetlone pożarami płonących budynków, po czym powrócił do Coquelles około godziny 8:00 rano 23 maja. Patrol miał szczęście ominąć niemiecką 6 Dywizję Pancerną, która nocowała wokół Guînes, na zachód od drogi do Saint-Omer.
Calais znajdowało się w zasięgu samolotów RAF stacjonujących w Wielkiej Brytanii i o 6:00 rano Hawker Hurricane'y ze 151 Eskadry zestrzeliły bombowiec Junkers Ju 88 między Calais i Boulogne, a Spitfire'y z 74 Eskadry strąciły kolejny Ju 88, oba z Lehrgeschwader 1 (LG 1, 1 Skrzydła Szkolnego). Myśliwce z 54 i 92 Eskadry zestrzeliły pięć Messerschmittów Bf 109 z Jagdgeschwader 27 (JG 27, 27 Skrzydła Myśliwskiego) za jednego Spitfire'a utraconego rano i jednego po południu. 92 Eskadra straciła dwa Spitfire'y za zestrzelonego Messerschmitta Bf 110 z Zerstörergeschwader 26 (ZG 26, 26 Skrzydła Ciężkich Mysliwców) i drugiego z Zerstörergeschwader 76 (ZG 76). Od 21 do 22 maja LG 1 straciło pięć samolotów nad portami kanału La Manche, zanim II./Jagdgeschwader 2 (II Grupa z 2 Skrzydła Myśliwskiego) została przydzielona do grupy jako eskorta, a JG 27 straciło w tych dniach 10 Bf 109. W tym samym czasie zostało zestrzelonych sześć brytyjskich myśliwców. Sturzkampfgeschwader 77 (StG 77, 77 Skrzydło Bombowców Nurkujących) straciło pięć samolotów. 2 Grupa RAF wykonywała loty wsparcia w rejonie Calais od 21 do 25 maja, tracąc 13 bombowców.
Niemieckie natarcie zostało wznowione rano, a o 8:00 siły pancerne przekroczyły rzekę Authie. Po południu francuska straż tylna spotkała się z niektórymi oddziałami wojsk brytyjskich i belgijskich w Desvres, Samer i okolicach Boulogne. Siły powietrzne aliantów były aktywne i przeprowadzały bombardowania oraz ostrzeliwanie sił niemieckich przy niewielkim oporze ze strony Luftwaffe. 10 Dywizja Pancerna została zwolniona ze swojej roli obronnej i Guderian nakazał 1 Dywizji Pancernej, która znajdowała się niedaleko Calais, skręcić na wschód w kierunku Dunkierki, a 10 Dywizji Pancernej przenieść się z Doullens do Samer, a stamtąd do Calais. 1 Dywizja Pancerna miała ruszyć na wschód do Gravelines następnego dnia o godzinie 10:00. Natarcie 10 Dywizji Pancernej zostało opóźnione w okolicach Amiens, ponieważ jednostki piechoty, które miały odciążyć dywizję na przyczółku na południowym brzegu Sommy, przybyły zbyt późno, a brytyjskie posiłki wysłane do Calais wyprzedziły Niemców.

### 23 maja

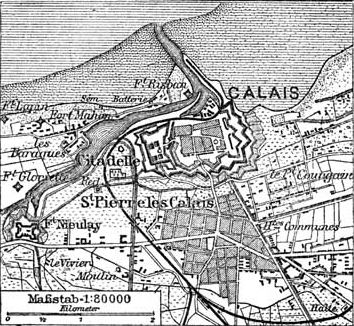
XIX-wieczna mapa Calais przedstawiająca nadmorskie piaski, fortyfikacje i linie kolejowe

23 maja zagrożenie dla niemieckich flanek pod Cambrai i Arras zostało powstrzymane, a Fliegerkorps VIII (VIII Korpus Powietrzny) gen. płk. Wolframa von Richthofena stał się dostępny dla wspierania 10 Dywizji Pancernej w Calais. Większość bombowców nurkujących Junkers Ju 87 stacjonowała wokół Saint-Quentin, po przeniesieniu się na lotnisko polowe w ślad za natarciem wojsk lądowych, lecz Calais znajdowało się na granicy ich zasięgu operacyjnego. Gdy jednostki niemieckie ruszyły naprzód, znalazły się również w zasięgu samolotów Fighter Command z Anglii, a Richthofen przeniósł I./JG 27 (I Grupę 27 Skrzydła Myśliwskiego) do Saint-Omer jako osłonę myśliwską. Wśród skrzydeł latających w ramach wsparcia 10 Dywizji Pancernej operowały StG 77, StG 1 ppłk. Eberharda Baiera, StG 2 Oskara Dinarta i Kampfgeschwader 77 (KG 77, Skrzydło Lekkich Bombowców) płk. dr. Johana-Volkmara Fissera.
Jednostki Luftwaffe zaatakowały myśliwce RAF, a 92 Eskadra RAF zestrzeliła cztery Bf 109: trzech pilotów I./JG 27 zostało wziętych do niewoli, jeden zginął w akcji, a 92 Eskadra straciła trzy Spitfire'y ze swoimi pilotami. Aby wzmocnić niemieckie myśliwce, I./JG 1, która również stacjonowała w pobliżu na południu, została wezwana do eskortowania Ju 87 atakujących Calais. Startując z wysuniętego lotniska polowego w Monchy-Breton, kpt. Wilhelm Balthasar poprowadził JG 1 przeciwko brytyjskim Spitfire'om i zestrzeliwał dwa z czterech wrogich samolotów strąconych przez swoją jednostkę, ale stracił jednego pilota zabitego.

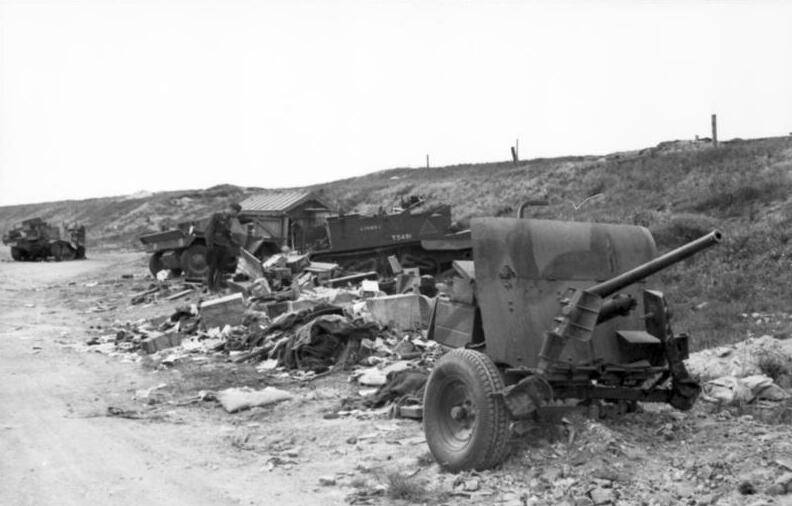
Zniszczone brytyjskie działo i transporter Bren Carrier na poboczu drogi poza Calais

3 Królewski Pułk Czołgów otrzymał raport patrolu zwiadowczego i Bailey wrócił do kwatery głównej BEF z eskortą czołgu lekkiego. Major oddzielił się jednak od eskorty, wpadł na wysuniętą straż 1 Dywizji Pancernej na skrzyżowaniu na drodze do Saint-Omer, a jego kierowca zginął. Niemcy zostali przepędzeni przez żołnierzy konwoju benzynowego Royal Army Service Corps, który przybył na miejsce zdarzenia. Bailey i ranny pasażer wrócili do Calais około południa i powiedzieli Kellerowi, że należy podjąć kolejną próbę, ponieważ Niemcy rozpoczęli odwrót. Keller otrzymał już informację od Francuzów, że niemieckie czołgi zmierzały w kierunku Calais od strony Marquise. Pomimo wątpliwości, Keller wysłał resztę 3 Królewskiego Pułku Czołgów, aby podążyła za lekkimi czołgami z Coquelles w kierunku Saint-Omer o 14:15. Kiedy 2 km na południowy wschód od Hames-Bources, na drodze do Pihen-lès-Guînes zostały zauważone czołgi straży tylnej i działa przeciwpancerne 1 Dywizji Pancernej (strzegące tyłów dywizji, kiedy jej główne siły przeniosły się na północny wschód w kierunku Gravelines).
3 Królewski Pułk Czołgów odepchnął niemieckie czołgi lekkie na drodze Saint-Omer, ale pomimo poniesionych strat cięższe czołgi niemieckie i działa przeciwpancerne obezwładniły od 7 do 12 brytyjskich maszyn, zanim Nicholson nakazał pułkowi wrócić do Calais. Inne jednostki 1 Dywizji Pancernej poruszające się w stronę Gravelines spotkały około pięćdziesięciu ludzi z oddziału C 1 Pułku Szperaczy w Les Attaques, około 5 km na południowy wschód od Bastionu 6 w enceinte wokół Calais. Oddział C zbudował blokadę drogową z autobusem i ciężarówką, bronioną przez erkaemy Bren i karabiny przeciwpancerne Boys, którą utrzymywał przez około trzy godziny, zanim został zmuszony do wycofania się. Niemieckie grupy czołgów i piechoty zaatakowały następnie posterunek Le Colombier położony 1,6 km dalej wzdłuż drogi Saint-Omer–Calais, ale zostały złapane w ogień krzyżowy z innych stanowisk i dział 58 Lekkiego Pułku Przeciwlotniczego na wzniesieniu w pobliżu Boulogne. Niemcy zostali zatrzymani do czasu wycofania się brytyjskiego posterunku o godzinie 19:00. Calais nie było głównym celem 1 Dywizji Pancernej, ale płk Kruger, dowodzący grupą bojową, która była zaangażowana w walki w Guînes, Les Attaques i Le Colombier, miał rozkaz zajęcia miasta od południowego wschodu, jeśli można będzie to osiągnąć poprzez coup de main. Gdy zapadła noc, Kruger poinformował jednak, że Calais jest silnie bronione i nakazał przerwać ataki, aby wznowić natarcia na Gravelines i Dunkierkę.
Wcześniej, o godz. 16:00 gen. por. Schaal nakazał głównym siłom swojej 10 Dywizji Pancernej, składającej się z 90 Pułku Pancernego (dwa bataliony czołgów) i 86 Pułku Fizylierów (dwa bataliony piechoty) wspieranego przez batalion średniej artylerii, posunąć się główną drogą z Marquise na wysoko położony teren wokół Coquelles, co zapewniłoby im dobrą obserwację Calais. W międzyczasie, na prawym skrzydle, grupa bojowa oparta na 69 Pułku Fizylierów miała ruszyć z Guînes do centrum Calais.
Kiedy Nicholson przybył do Calais po południu z 30 Brygadą Piechoty, odkrył, że 3 Królewski Pułk Czołgów był już w akcji i ponosił znaczne straty, a Niemcy zbliżali się do portu i przecięli trasy wiodące na południe, wschód i południowy zachód. Nicholson rozkazał 1 Brygadzie Strzelców utrzymać zewnętrzne mury obronne po wschodniej stronie Calais, a 2. batalionowi Pułku King's Royal Rifle Corps obsadzić garnizon po zachodniej stronie, za posterunkami Pułku Queen Victoria's Rifles i jednostkami przeciwlotniczymi poza miastem, które rozpoczęły wycofywanie się do enceinte od godz. 15:00 i przeprowadzały je do nocy. Zaraz po 16:00 Nicholson otrzymał z Ministerstwa Wojny rozkaz eskortowania konwoju ciężarówek przewożącego 350 000 racji żywnościowych do Dunkierki na północnym wschodzie, co miało zastąpić wszelkie inne rozkazy. Nicholson przeniósł część żołnierzy z obwodu obrony, aby strzec drogi do Dunkierki, podczas gdy konwój przygotował się do drogi, lecz niemiecka 10 Dywizja Pancerna przybyła z południa i zaczęła ostrzeliwać Calais z wyżej położonego terenu.
O 23:00 3 Królewski Pułk Czołgów wysłał patrol w sile czołgu Cruiser Mk III i trzech czołgów lekkich w celu rozpoznania trasy konwoju, na której odkryto blokady drogowe 1 Dywizji Pancernej pokrywające drogę do Gravelines. Czołgi rozjechały pierwszą barykadę, ale przy trzeciej blokadzie drogowej znalazły wielu Niemców, którzy pomylili brytyjskie czołgi z niemieckimi, dzięki czemu uniknięto walki z nimi. Brytyjskie maszyny jechały następnie przez około 3,2 km, zanim nie zatrzymały się na moście w miejscowości Marck w celu usunięcia szeregu min rozłożonych w poprzek drogi. Dwie miny zostały zdetonowane ogniem z czołgowych dział 2-funtowych, resztę wykopano z ziemi, lecz czołgi wplątały się następnie w zwoje drutu kolczastego, którego wyciągnięcie z gąsienic zajęło dwadzieścia minut. Czołgi ruszyły w końcu dalej i dotarły do brytyjskiego garnizonu w Gravelines, lecz ich radio A13 nie nadawało prawidłowo i Keller otrzymał tylko zniekształcone fragmenty wiadomości, z których mylnie zrozumiał, że droga była wolna. Grupa bojowa złożona z pięciu czołgów i kompanii z Brygady Strzelców poprowadziła konwój ciężarówek o 4:00 rano. W pobliżu Marck, około 4,8 km na wschód od Calais, napotkali niemiecką blokadę drogową, którą oskrzydlili, ale w dzień stało się jasne, że wkrótce zostaną otoczeni i wycofali się do Calais.

### 24 maja

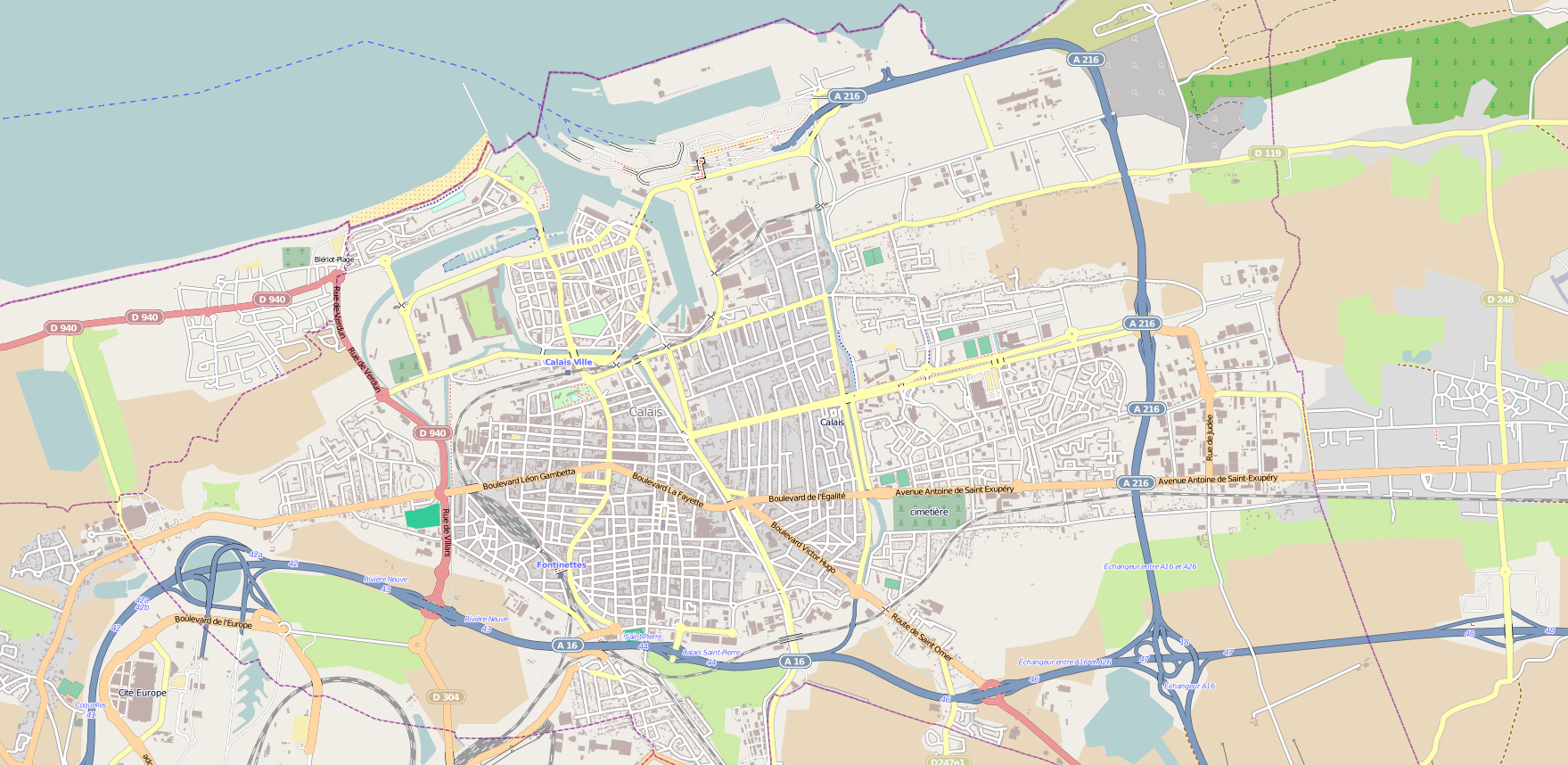
Współczesna mapa Calais

O 4:45 francuskie działa nadbrzeżne otworzyły ogień, a niemiecka artyleria i moździerze zaczęły ostrzeliwać port o świcie, szczególnie pozycje francuskich armat, przygotowując się do ataku 10 Dywizji Pancernej na zachodnią i południowo-zachodnią część obwodu obrony. Wycofywanie 1. batalionu Pułku Queen Victoria's Rifles, 58 Lekkiego Pułku Przeciwlotniczego Artylerii Królewskiej i 1 Pułku Szperaczy z zewnętrznych blokad drogowych trwały przez całą noc do około 8:30, kiedy to wymienione jednostki zakończyły wycofywanie się wewnątrz enceinte. Dalej na zachód, kompania B Pułku Queen Victoria's Rifles została wysłana z powrotem z Sangatte, około 8 km na zachód od Calais o godzinie 10:00 rano i wycofywała się powoli na zachodnią stronę enceinte o 22:00. Deden pluton z kompanii C na drodze na wschód od Calais również pozostawał na zewnątrz murów obronnych do 22:00, lecz już przed południem główna linia obrony została ustalona na enceinte. Pierwsze niemieckie ataki zostały odparte, z wyjątkiem południa, gdzie Niemcy przebili się przez obronę, dopóki nie zostali zmuszeni do odwrotu przez pospieszny kontratak 2. batalionu Pułku King's Royal Rifle Corps i czołgów 3 Królewskiego Pułku Czołgów. Niemiecki ostrzał artyleryjski został rozszerzony na port, gdzie znajdował się szpitalny pociąg pełen rannych czekających na ewakuację. Sztab kontrolny portu nakazał umieszczenie rannych na statkach, które nadal były rozładowywane ze sprzętu dla batalionów piechoty i gorszego sprzętu dla pułku czołgów. Lekarze i żołnierze z zaplecza również zostali zaokrętowani, a statki wróciły do Anglii, gdy część wyposażenia przeznaczonego do walk we Francji nadal znajdowała się na pokładzie.

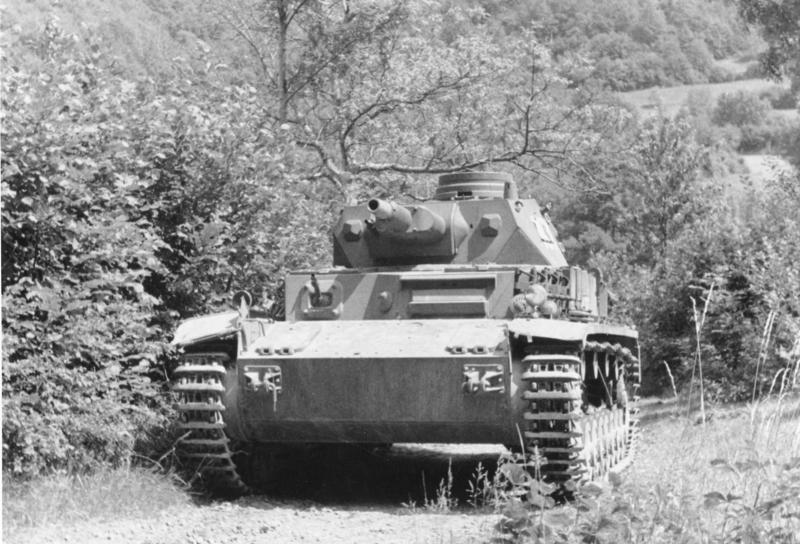
Panzer IV we Francji, 1940

Po południu Niemcy ponownie zaatakowali ze wszystkich trzech stron obwodu obrony siłami piechoty wspartej przez czołgi. Francuski garnizon w Forcie Nieulay, poza zachodnimi murami obronnymi, poddał się po silnym ostrzale artyleryjskim. Żołnierze francuskiej piechoty morskiej w Forcie Lapin i przybrzeżnych stanowiskach artyleryjskich zniszczyli swoje działa i wycofali się. Na południowym skraju obrony Calais Niemcy ponownie wdarli się do miasta, ale tym razem alianci nie dali rady ich stamtąd wyprzeć. Wojska niemieckie, które przedarły się wewnątrz pierścienia obrony, zaczęły strzelać do obrońców z zajętych przez siebie domów. Obrońcom na murach zabrakło amunicji, a 229. bateria została zredukowana do dwóch sprawnych dział przeciwpancernych. Niemcy mieli duże trudności ze zidentyfikowaniem brytyjskich pozycji obronnych i do 4:00 rano udało im się tylko na krótki marsz. O 19:00 10 Dywizja Pancerna zgłosiła, że jedna trzecia jej sprzętu, pojazdów i ludzi, podobnie jak połowa czołgów, poniosła straty.
Royal Navy nadal dostarczała zapasy i zabierała rannych. Niszczyciele HMS Grafton, HMS Greyhound, HMS Wessex, HMS „Wolfhound”, HMS Verity oraz polski ORP Burza ostrzelały cele na brzegu. Jednostki lotnicze złożone z samolotów Ju 87 Stuka wykonały maksymalny wysiłek w ciągu dnia, Wessex został zatopiony, a Burza uszkodzona przez maszyny z StG 2 i StG 77 podczas ich nalotu o 16:42. StG 2 otrzymało rozkazy zatopienia konkretnych okrętów. Samoloty Dinorta zaatakowały Wessexa, ale spudłowały przy dwóch pierwszych nurkowaniach; pozostałe dwa skrzydła utworzyły formację złożoną z 40 maszyn, która kilka razy trafiła Wessexa. Niemieckie załogi miały niewielkie przeszkolenie w operacjach przeciwko okrętom, ale pod nieobecność brytyjskich myśliwców nurkowały z wysokości 3700 m. Gdy sztukasy odleciały, zostały zaatakowane przez Spitfire'y z 54 Eskadry, które zestrzeliły trzy bombowce nurkujące i straciły trzy maszyny wskutek działań eskorty Bf 109.
Wolfhound został wysłany do Calais w celu zasięgnięcia informacji, po czym kapitan okrętu zgłosił Admiralicji, że Niemcy są w południowej części miasta, a sytuacja stała się rozpaczliwa. Nicholson otrzymał wiadomość z Ministerstwa Wojny o 3:00 nad ranem, że Calais ma zostać ewakuowane, a po zakończeniu rozładunku mają wejść na pokład wszyscy członkowie personelu nieuzbrojonego; z kolei o 18:00 Nicholsonowi powiedziano, że walczące wojska będą musiały poczekać na ewakuację do 25 maja. Nie mając rezerw do kontrataku na obwodzie obrony, Nicholson nakazał wycofanie się na linię kanału Marck i ulicy Léona Gambetty, a nocą obrońcy wycofali się na stare miasto i do obszaru na wschodzie, wewnątrz murów obronnych oraz kanału Marck i Calais, utrzymując północno-południową część enceinte po obu stronach portu. Le Tellier założył francuską kwaterę główną w cytadeli po zachodniej stronie starego miasta, ale dowództwo sił francuskich pozostało podzielone, a Lambertye nadal dowodził artylerią morską.
Ustalono, że francuscy inżynierowie przygotują mosty nad kanałami do wysadzenia, ale tak się nie stało, a Brytyjczycy nie mieli materiałów wybuchowych, którymi mogliby to zrobić sami. Nicholson został poinformowany o godzinie 23:23. przez gen. Edmunda Ironside'a, szefa Imperialnego Sztabu Generalnego, że gen. Robert Fagalde, francuski dowódca portów pod kanałem La Manche od 23 maja, zabronił ewakuacji i obrońcy Calais muszą się do tego dostosować. Ponieważ port stracił na znaczeniu, Nicholson miał wybrać najlepszą pozycję do walki; zostanie dostarczona amunicja, ale nie będzie już żadnych posiłków. Nicholsonowi powiedziano, że 48 Dywizja Piechoty South Midland gen. maj. Andrew Thorne'a zaczęła posuwać się w kierunku Calais, aby odciążyć obrońców. W godzinach 10:30–11:30 francuscy strzelcy marynarki wojennej zabrali większość dział i udali się do doków, aby wejść na francuskie statki. Lambertye odmówił odejścia z miasta, mimo że zachorował i poprosił ochotników z 1500-osobowego personelu marynarki wojennej i armii francuskiej, aby pozostali na miejscu. Około pięćdziesięciu żołnierzy zgłosiło się, pomimo ostrzeżenia, że nie będzie więcej prób ewakuacji. Ochotnicy obstawili Bastion 11 po zachodniej stronie i utrzymywali go przez czas oblężenia.

### 25 maja

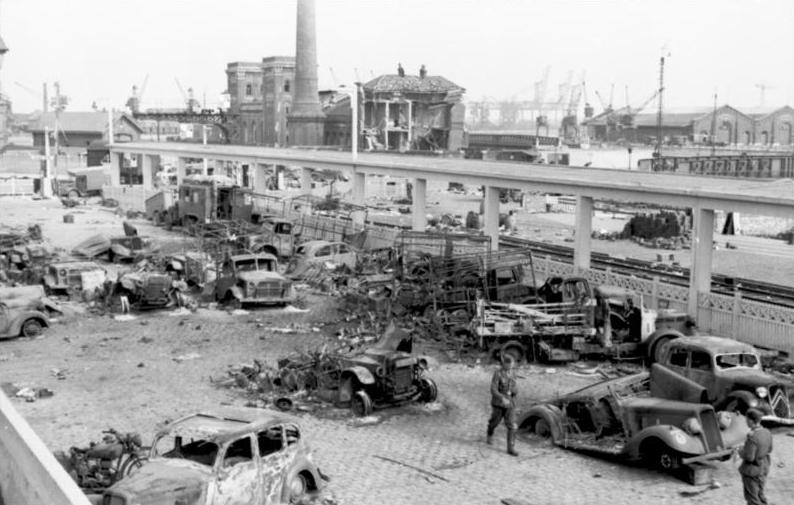
Wraki pojazdów na stacji kolejowej w Calais

W nocy wiceadmirał James Somerville przeprawił się z Anglii i spotkał Nicholsona, który powiedział, że mając więcej dział, może wytrzymać dłużej i uzgodnili, że statki w porcie powinny wrócić. O świcie 25 maja wznowiony został niemiecki ostrzał artyleryjski, koncentrujący się na starym mieście, gdzie zabytkowe kamienice runęły na ulice, silny wiatr wzniecał pożary, a dym z eksplozji i pożarów zasłaniał widok. Ostatnie działa 229. baterii przeciwpancernej zostały zniszczone, a tylko trzy czołgi 3 Królewskiego Pułku Czołgów pozostały sprawne. Dystrybucja racji żywnościowych i amunicji była utrudniona, a po przerwaniu sieci wodociągowej jedynym źródłem wody pitnej były zrujnowane studnie. O 9:00 Schaal wysłał burmistrza Calais André Gerschella, aby poprosił Nicholsona o poddanie się, lecz ten odmówił. W południe Schaal zaoferował kolejną propozycję kapitulacji i przedłużył termin ultimatum z godz. 13:00 do 15:30, kiedy dowiedział się, że jego emisariusze mieli opóźnienia, ale ci ponownie przynieśli informację o odmowie poddania się. Niemiecki ostrzał artyleryjski nasilił się późnym popołudniem, pomimo prób ostrzeliwania niemieckich stanowisk artyleryjskich przez okręty alianckie.
Na wschodzie 1 Brygada Strzelców i oddziały Pułku Queen Victoria's Rifle na zewnętrznych murach obronnych oraz na kanałach Marck i Calais odparły zdecydowany atak Niemców. Następnie Francuzi podsłuchali niemiecką wiadomość radiową, która ujawniła, że Niemcy zamierzają zaatakować miasto po zachodniej stronie, utrzymywanej przez 2. batalion Pułku King's Royal Rifle Corps. O godzinie 13:00 Nicholson zarządził kontratak i jedenaście transporterów Bren Carrier oraz dwa czołgi z 1 Brygadą Strzelców zostały wycofane z pozycji obronnych i zebrane na wypad. Atakujący mieli opuścić enceinte na północ od Bassin des Chasses de l'Ouest i ruszyć na południe, by dostać się za pozycje Niemców. Hoskyns, dowódca 1 Brygady Strzelców, sprzeciwił się temu pomysłowi, ponieważ plan zakładał wycofanie czołgów i ludzi z miejsc, w których Niemcy byli bliscy przebicia się. Hoskyns stracił jednak zbyt wiele czasu na nawiązanie kontaktu z Nicholsonem, ponieważ utracono łączność telefoniczną i radiową. Atak był kontynuowany, ale transportery ugrzęzły w piasku i próba się nie powiodła. Około godziny 15:30 jednostki utrzymujące kanał Marck zostały pokonane, a Hoskyns śmiertelnie raniony odłamkiem pocisku moździerzowego. Major A. W. Allan, zastępca dowódcy 1 Brygady Strzelców, przejął batalion, który następnie wycofał się na północ ulicami do Bassin des Chasses, Gare Maritime i nabrzeży. W południowo-wschodnim narożniku miasta, na pozycjach brygady w pobliżu Quai de la Loire, straż tylna została otoczona przez Niemców, którzy odparli kontratak mający na celu jej uwolnienie. Część tylnej straży wyrwała się w furgonetce prowadzonej pod ostrzałem przez francuskiego cywila, ale pojazd zatrzymał się, zanim dotarł w bezpieczne miejsce i tylko kilku rannych dotarło do osłony. Jedynie 30 żołnierzy ze 150 przedostało się do reszty swoich sił.

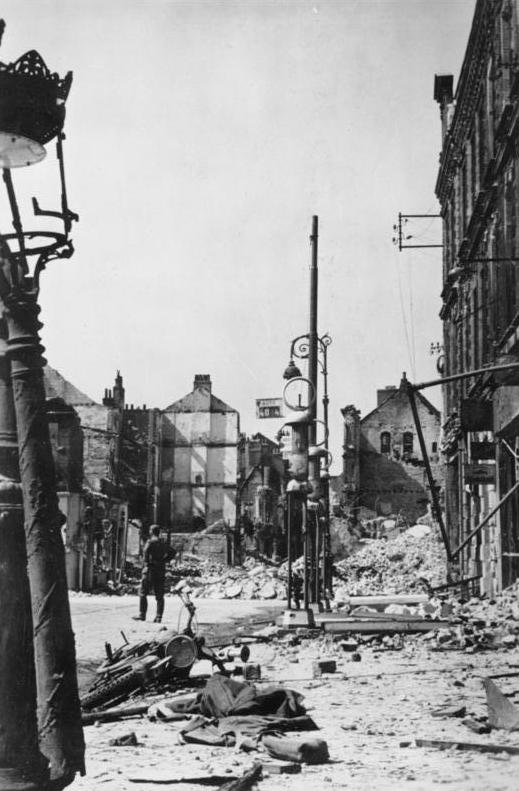
Zniszczenia w Calais dokonane przez niemiecką artylerię

Jednostki Brygady Strzelców i Pułku Queen Victoria's Rifle wycofujące się z północnej części enceinte zyskały chwilę wytchnienia, gdy niemiecka artyleria omyłkowo ostrzelała własne oddziały (2. batalion 69 Pułku Fizylierów), które formowały się w małym lesie na wschód od Bastionu 2. Po południu niemiecki oficer z pojmanym francuskim oficerem i belgijskim żołnierzem podszedł pod białą flagą, aby zażądać kapitulacji, której Nicholson ponownie odmówił. Niemiecki atak został wznowiony i był kontynuowany do czasu, gdy niemiecki dowódca zdecydował, że obrońcy mogą nie dać się pokonać przed zmrokiem. W centrum Calais oddziały Pułku King's Royal Rifle Corps i Pułku Queen Victoria's Rifle walczyły w obronie trzech mostów prowadzących na stare miasto od południa, ale o 18:00 niemiecka artyleria wstrzymała ogień, a mosty zaatakowały czołgi. Trzy maszyny zaatakowały Pont Faidherbe: dwie z nich zostały obezwładnione, a trzeci czołg wycofał się. Na środkowym moście, Pont Richelieu, pierwszy czołg wjechał na minę i atak się nie powiódł. Pod Pont Freycinet, w pobliżu cytadeli, próba się powiodła i most został zdobyty przez czołgi i piechotę, która zajęła pozycje w domach na północ od mostu, aż do kontrataku 2. batalionu Pułku King's Royal Rifle Corps. Elementy wojsk francuskich i brytyjskich utrzymywały bastion, Francuzi w cytadeli stracili wielu ludzi odpierających niemieckie ataki, a Nicholson założył wspólną kwaterę z Francuzami.
Wkrótce po tym, jak Hoskyns został śmiertelnie ranny, ppłk Keller, dowodzący 3 Królewskim Pułkiem Czołgów, zdecydował, że jego nieliczne czołgi, które zaległy pod ostrzałem w pobliżu Bastion de l'Estran, nie mogą już odgrywać żadnej roli w obronie. Nakazał im wycofać się na wschód przez wydmy na północ od Bassin des Chasses, podczas gdy on sam próbował ewakuować 100 rannych z Bastionu 1 na wydmy; ranni zostali jednak wkrótce potem schwytani. Jadąc lekkim czołgiem, Keller dotarł później do kompanii C 1 Brygady Strzelców na północny wschód od Bassin des Chasses, gdzie zasugerował, aby oni i jego czołgi wycofali się do Dunkierki, ale jego ostatnie czołgi zepsuły się lub zabrakło im paliwa i zostały zniszczone przez własne załogi. O zmroku Keller i część załóg udali się pieszo do Gavelines. Keller i jeden z dowódców jego eskadry byli w stanie przekroczyć rzekę Aa; następnego ranka skontaktowali się z wojskami francuskimi, a później zostali ewakuowani do Dover.
O godzinie 10:30 17 Eskadra RAF zgłosiła zniszczenie trzech sztukasów nad Calais i uszkodzenie trzech kolejnych, a ponadto jednego Dorniera Do 17. Osłonę powietrzną utrzymywała 605 Eskadra, która zgłosiła zniszczenie czterech Ju 87 i Henschelów Hs 126 oraz kolejnych pięć, niepotwierdzonych zestrzeleń, po 17:54 podczas eskortowania bombowców Bristol Blenheim. Formacja od 40 do 50 sztukasów zaatakowała statki w pobliżu portu. 264 Eskadra przeprowadziła operacje eskortowe po południu bez incydentów. 25 maja 11 Grupa wykonała 25 lotów Blenheimów i 151 myśliwców, tracąc dwa Blenheimy oraz dwa myśliwce, z 25 zestrzelonymi samolotami Luftwaffe i dziewięcioma uszkodzonymi. RAF Bomber Command wykonało 25 maja 139 lotów bojowych przeciwko celom lądowym. StG 2 straciło cztery Ju 87 zniszczone i jeden uszkodzony. Wszystkie osiem zestrzelonych, niemieckich załóg zostało schwytanych, ale zwolniono je z niewoli po kapitulacji miasta.

### 26 maja

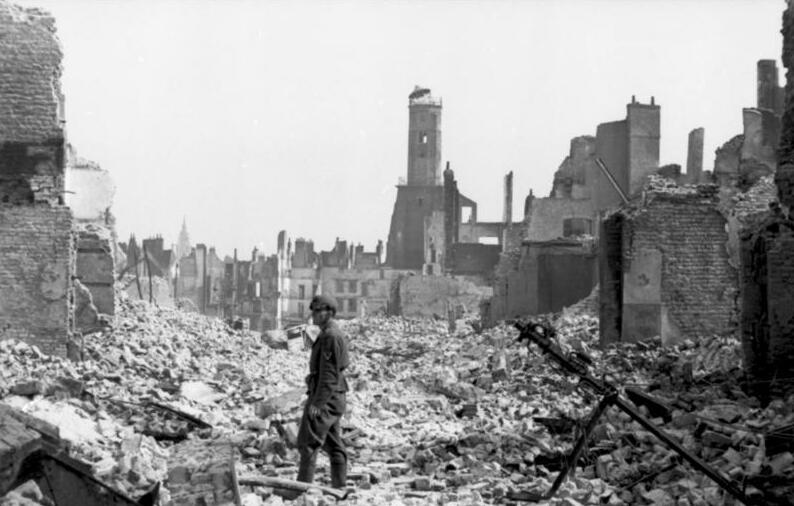
Niemiecki żołnierz pośród ruin Calais

Na wypadek, gdyby Fagalde ustąpił, piętnaście małych okrętów wojennych holujących łodzie ratunkowe z miejscem dla około 1800 ludzi czekało na morzu, niektóre wpłynęły do portu Calais bez rozkazu ewakuacji, a kapitan jednego statku wydał kolejny rozkaz dla Nicholsona, aby kontynuował walkę. O godzinie 8:00 Nicholson zgłosił do Anglii, że jego żołnierze są wyczerpani, ostatnie czołgi zostały obezwładnione, zapasy wody się kończą, a przybycie posiłków byłoby prawdopodobnie daremne, bo Niemcy dotarli do północnego krańca miasta. Opór garnizonu w Calais doprowadził niemiecki sztabu do spotkania w późnych godzinach 25 maja, kiedy płk Walther Nehring, szef sztabu XIX Korpusu Armijnego, zasugerował Schaalowi, że ostateczny atak powinien zostać przełożony na 27 maja, kiedy będzie dostępnych więcej sztukasów. Schaal wolał jednak raczej zaatakować niż dać Brytyjczykom czas na odebranie posiłków.
O godzinie 5:00 niemiecka artyleria wznowiła ostrzał. Z Boulogne sprowadzono kilka jednostek artylerii, podwajając liczbę dział dostępnych dla Schaala. W godzinach 8:30–9:00 stare miasto i cytadela zostały zaatakowane przez artylerię i do 100 sztukasów, po czym zaatakowała piechota, podczas gdy niemieckie działa oraz StG 77 i StG 2 poddały cytadelę ciężkiemu ostrzałowi przez kolejne trzydzieści minut. 2. batalion Pułku King's Royal Rifle Corps nadal odpierał ataki niemieckiej piechoty na mosty nad kanałami. Schaalowi powiedziano, że jeśli port nie zostanie zdobyty do godziny 14:00, dywizja zostanie wycofana do czasu zrównania miasta z ziemią przez Luftwaffe. Niemcy zaczęli się przebijać około godziny 13:30, kiedy Bastion 11 został zdobyty po tym, jak francuskim ochotnikom skończyła się amunicja. Po drugiej stronie portu 1 Brygada Strzelców zajmowała pozycje wokół Gare Maritime, atakowana z południa i wschodu. Jej dowódca, mjr Allan, utrzymywał się w przekonaniu, że 2. batalion może wycofać się na północny wschód do Place de Europe, aby ostatecznie obronić port. O 14:30 Niemcy opanowali Gare Maritime i Bastion de l'Estran. Ocalali z 1 Brygady Strzelców po raz ostatni stanęli do walki na Bastionie 1 i wokół niego, zanim zostali przytłoczeni ogniem o 15:30.

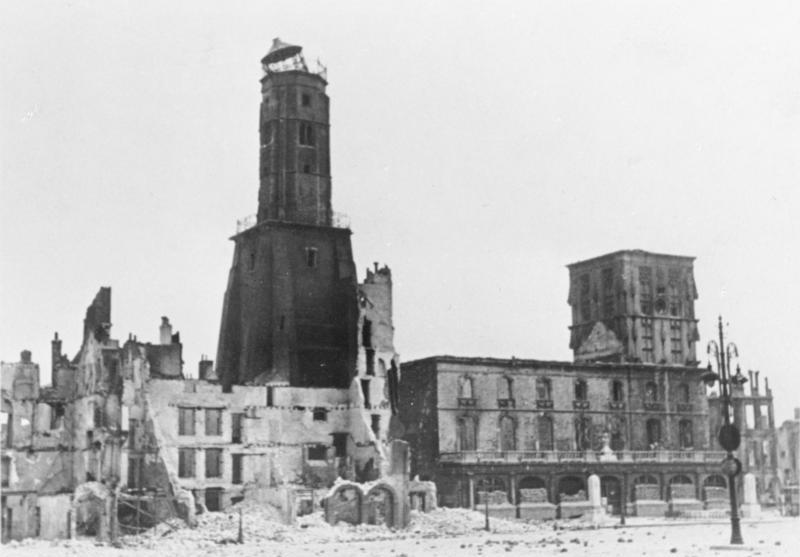
Kościół i domy w Calais zburzone przez bomby sztukasów

2. batalion Pułku King's Royal Rifle Corps wycofał się z trzech mostów między starym i nowym miastem do linii łączącej port z katedrą między Rue Notre Dame i Rue Maréchaux, 549 m od jednego z mostów. Żołnierze w cytadeli zaczęli wywieszać białe flagi. Niemieckie czołgi przekroczyły Pont Freycinet, a wojska brytyjskie rozproszyły się, nie mając już broni przeciwpancernej. O 16:00 nowa linia obrony upadła i 2. batalion otrzymał rozkaz „każdy za siebie”, co oznaczała zgodę na indywidualne poddawanie się wrogowi, po czym tylko kompania B walczyła jako zwarta jednostka, nie otrzymawszy rozkazu wycofania się do portu. Obrońcy cytadeli zdali sobie sprawę, że niemiecka artyleria wstrzymała ogień i że zostali otoczeni około godz. 15:00; przybył francuski oficer z wiadomością, że Le Tellier się poddał.
W ciągu dnia RAF wykonał 200 lotów bojowych w pobliżu Calais, tracąc sześć myśliwców z 17 Eskadry, która zaatakowała bombowce nurkujące z StG 2, zestrzeliwując trzy z nich, a także jednego Do 17 i Hs 126. Samoloty Fairey Swordfish z Fleet Air Arm zbombardowały wojska niemieckie w pobliżu Calais, a eskortujące ich myśliwce z 54 Eskadry zestrzeliły trzy Bf 110 i jednego Bf 109 za cenę utratę trzech samolotów. W południe 605 Eskadra strąciła cztery sztukasy z StG 77 i jednego Hs 126, tracąc jednego Hurricane'a. JG 2 chroniło Ju 87, odpierało ataki 17 Eskadry i wydaje się, że to skrzydło nie poniosło żadnych strat, podczas gdy zestrzeliło Blenheima podczas wypadu zwiadowczego. I./JG 3 było w stanie przeprowadzić lot myśliwski nad Calais po południu, kiedy bitwa prawie się skończyła. Siedem Bf 109 walczyło z Hrricane'ami nad miastem; jeden Hurricane został zestrzelony bez strat w maszynach JG 3.

## Następstwa

### Analiza

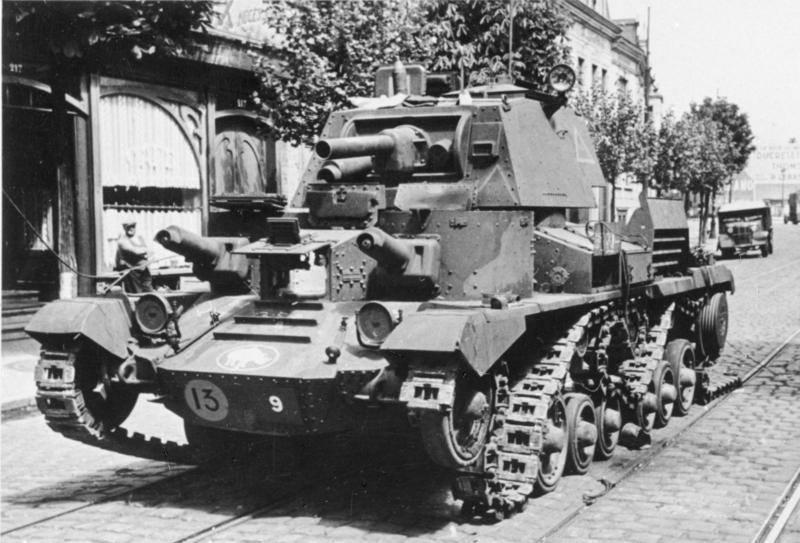
Uszkodzony Cruiser Mk I CS porzucony w Calais w 1940 roku

W 2006 roku Hugh Sebag Montefiore napisał, że obrona wysuniętych posterunków poza Calais przez niedoświadczone wojska brytyjskie przeciwko większej liczbie wojsk niemieckich mogła powstrzymać dowódców 1 Dywizji Pancernej przed dalszym badaniem obrony Calais i zdobyciem portu tego dnia. Wczesnym popołudniem 23 maja było mało prawdopodobne, aby wojska brytyjskie na enceinte Calais były przygotowane do obrony, ponieważ 2. batalion Pułku King's Royal Rifle Corps i 1 Brygada Strzelców wylądowały zaledwie godzinę wcześniej, o 13:00. Rozładunek pojazdów 2. batalion Pułku King's Royal Rifle Corps został opóźniony do godziny 17:00, a połowa batalionu dotarła na swoje pozycje dopiero od 18:00 do 18:30. Atak na Calais wczesnym popołudniem spotkałby się z oporem tylko Pułku Queen Victoria's Rifle.
Dzień po kapitulacji Calais pierwszy fala brytyjskiego personelu została ewakuowana z Dunkierki. We wspomnieniach pt. Erinnerungen eines Soldaten (1950), Guderian odpowiedział na fragment w Their Finest Hour (1949) Winstona Churchilla, że Hitler nakazał czołgom zatrzymać się przed Dunkierką w nadziei, że Brytyjczycy przystaną na zawieszenie broni. Guderian zaprzeczył temu i napisał, że obrona Calais była heroiczna, ale nie miała żadnego wpływu na bieg wydarzeń pod Dunkierką. W 1966 roku Lionel Ellis, brytyjski historyk oficjalny, napisał, że obrona Calais i Boulogne odciągnęła trzy dywizje pancerne od francuskiej 1 Armii i BEF; zanim Niemcy zajęli porty i zreorganizowali swoje siły III Korpus gen. maj. Ronalda Adama ruszył na zachód i zablokował trasy do Dunkierki.
W 2005 roku Karl-Heinz Frieser napisał, że to francusko-brytyjski kontratak pod Arras 21 maja wywarł nieproporcjonalny wpływ na Niemców, ponieważ niemieccy wyżsi dowódcy obawiali się bezpieczeństwa swojej flanki. Dowódca Panzergruppe von Kleist, gen. Ewald von Kleist, dostrzegł „poważne zagrożenie” i poinformował gen. por. Franza Haldera (szefa Sztabu Generalnego OKH), że przed kontynuowaniem ataki musi zaczekać do rozwiązania kryzysu pod Arras. Gen. płk Günther von Kluge, dowódca 4 Armii, rozkazał zatrzymać czołgi, a rozkaz został zatwierdzony przez Rundstedta, dowódcę Grupy Armii A. 22 maja, po odparciu ataku anglo-francuskiego, Rundstedt zarządził, że sytuacja w Arras musi zostać opanowana, zanim Panzergruppe von Kleist ruszy na Boulogne i Calais. W Oberkommando der Wehrmacht panika się pogłębiała i Hitler skontaktował się z Grupą Armii A 22 maja, aby nakazać wszystkim jednostkom pancernym i zmotoryzowanym operowanie po obu stronach Arras i dalej na zachód; na wschód od miasta miały działać jednostki piechoty.
Kryzys wśród wyższych sztabów armii niemieckiej nie był widoczny na froncie i Halder doszedł do tego samego wniosku, co Guderian. Prawdziwym zagrożeniem było wycofanie się aliantów w stronę wybrzeża, dlatego rozpoczął się wyścig do portów nad kanałem. Guderian nakazał 2 Dywizji Pancernej przejąć Boulogne, 1 Dywizji Pancernej zająć Calais, a 10 Dywizji Pancernej zdobycie Dunkierki przed rozkazem zatrzymania się. Większość BEF i francuskiej 1 Armii znajdowała się nadal 100 km od wybrzeża, ale pomimo opóźnień, wojska brytyjskie zostały wysłane z Anglii do Boulogne i Calais w samą porę, aby przeciwstawić się 22 maja dywizjom pancernym XIX Korpusu. Gdyby czołgi posuwały się z taką samą prędkością 21 maja, jak 20 maja, zanim rozkaz zatrzymał ich natarcie na 24 godziny, Boulogne i Calais łatwo upadłyby. (Bez postoju w Montcornet 15 maja i drugiego postoju 21 maja, po bitwie pod Arras, ostateczny rozkaz zatrzymania się z 24 maja byłby nieistotny, ponieważ Dunkierka zostałaby już zdobyta przez 10 Dywizję Pancerną).

### Straty

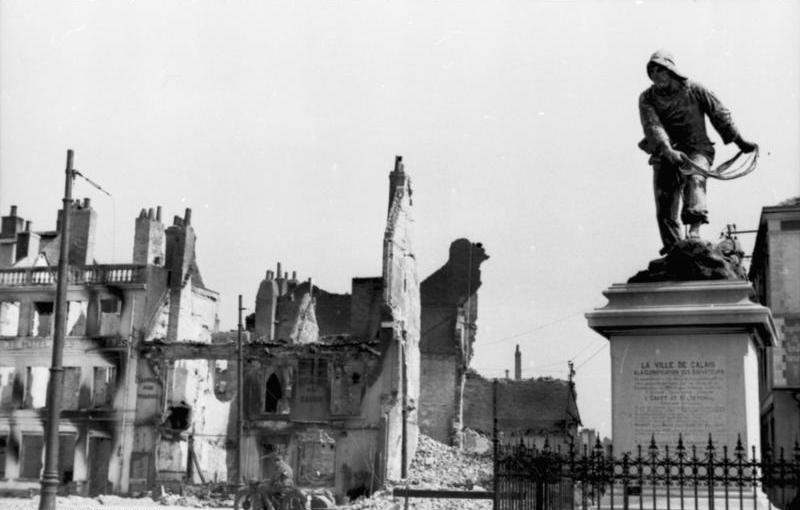
Calais w ruinach po bitwie

W 1952 roku Guderian napisał, że Brytyjczycy poddali się o 16:45 26 maja i że wzięto 20 000 jeńców, w tym 3000–4000 żołnierzy brytyjskich, pozostali to Francuzi i Belgowie, z których większość została „zamknięta w piwnicach przez Brytyjczyków” po tym, jak zaprzestali walki. W 2006 roku Sebag Montefiore napisał, że niemieckie ofiary w zabitych i rannych podczas bitwy nie zostały odnotowane, ale prawdopodobnie wyniosły kilkuset żołnierzy. Bryg. Nicholson nigdy nie był w stanie wyrazić swoich poglądów na ten temat, ponieważ zmarł w niewoli 26 czerwca 1943 roku w wieku 44 lat. Ppłk Chandos Hoskyns, dowódca 1 Brygady Strzelców, został śmiertelnie ranny 25 czerwca i zmarł w szpitalu w Anglii. Kpt Charles de Lambertye, dowódca kontyngentu francuskiego, zmarł na atak serca podczas ostatniego obchodu obrony Calais 26 maja. Niemieckie raporty sytuacyjne odnotowały 160 zestrzelonych lub uszkodzonych samolotów w dniach 22–26 maja; RAF stracił przez ten czas 112 samolotów.

### Kolejne operacje

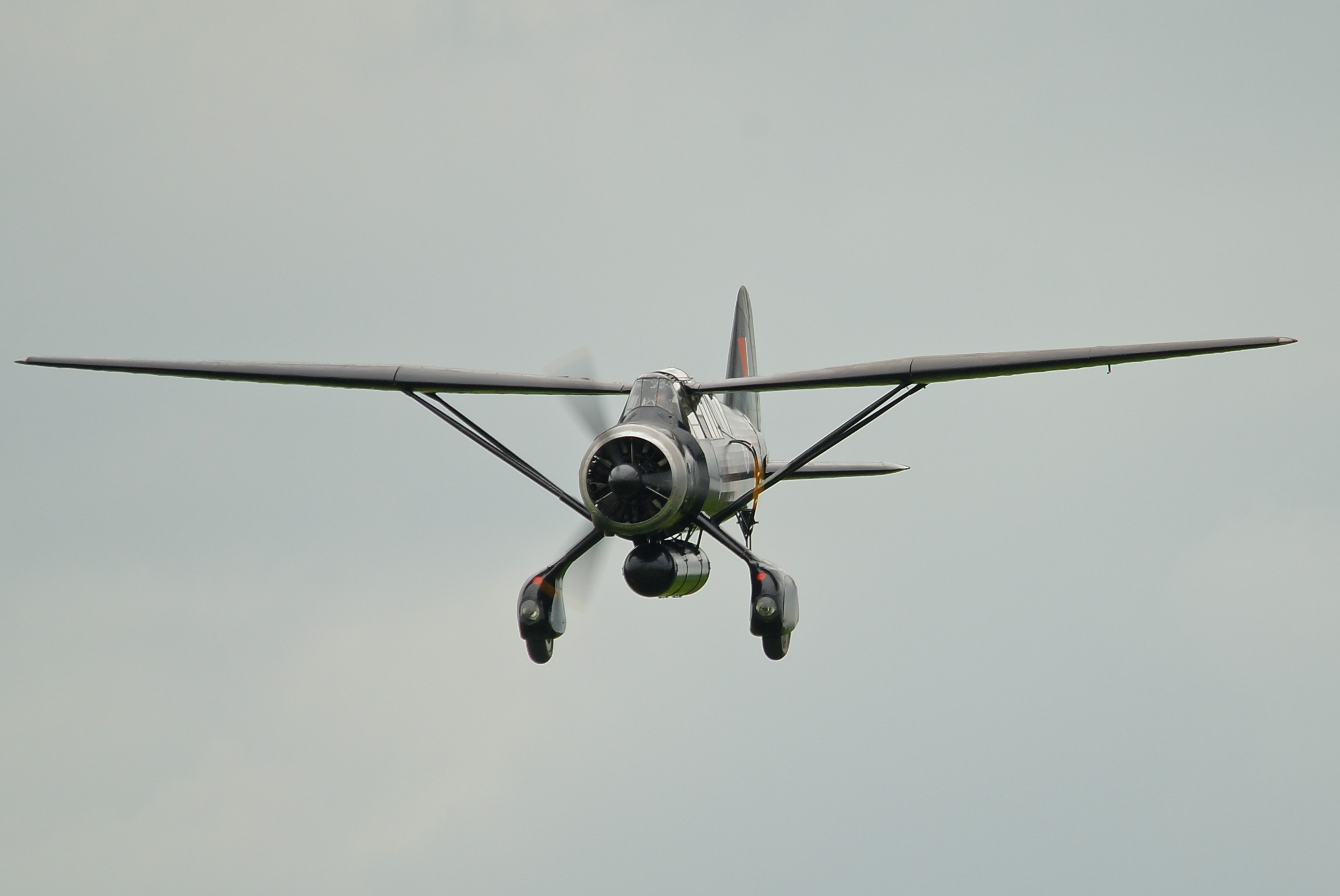
Współczesny egzemplarz Westland Lysander w 2013

Kiedy ewakuacja wojsk przez Royal Navy została wstrzymana, wiceadmirał Bertram Ramsay wysłał mniejsze statki cywilne, aby zabrać rannych z powrotem do Anglii. Jacht Conidaw wpłynął do portu w Calais 26 maja i osiadł na mieliźnie. Został jednak samoistnie wypchnięty na wodę podczas popołudniowego przypływu i zabrał 165 ludzi. W nocy z 26 na 27 maja Ramsay kazał oznakować jacht motorowy Gulzar czerwonymi krzyżami i wysłał go do Calais po rannych. O godzinie 2:00 Gulzar wpłynął do portu i zacumował przy molo Gare Maritime; załoga wyszła na brzeg, po czym została ostrzelana przez Niemców.
Wskutek takie obrotu zdarzeń łódź odpłynęła. Brytyjscy żołnierze na wschodnim molo zaczęli nawoływać i zaświecili pochodnie, które załoga zobaczyła z morza, więc Gulzar zawrócił, żołnierze na brzegu pospiesznie wskoczyli na pokład, a jacht nadal będąc pod ostrzałem odpłynął do Anglii. 27 maja RAF odpowiedział na wezwanie War Office do zrzucenia zaopatrzenia dla garnizonu Calais, wysyłając dwanaście samolotów Westland Lysander, aby zrzuciły wodę o świcie. O godzinie 10:00 17 Lysanderów zrzuciło również amunicję na cytadelę, pomimo że w mieście nie było już żadnych walk, podczas gdy dziewięć Swordfishów zbombardowało niemieckie stanowiska artyleryjskie. Trzy Lysandery zostały zestrzelone, a jeden Hawker Hector uszkodzony.

## Upamiętnienie
Dla brytyjskich jednostek uczestniczących w obronie Calais został ustanowiony tytuł bojowy Calais 1940.